# Theridion metator
Theridion metator là một loài nhện trong họ Theridiidae.
Loài này thuộc chi Theridion. Theridion metator được Eugène Simon miêu tả năm 1907.